# Matallums

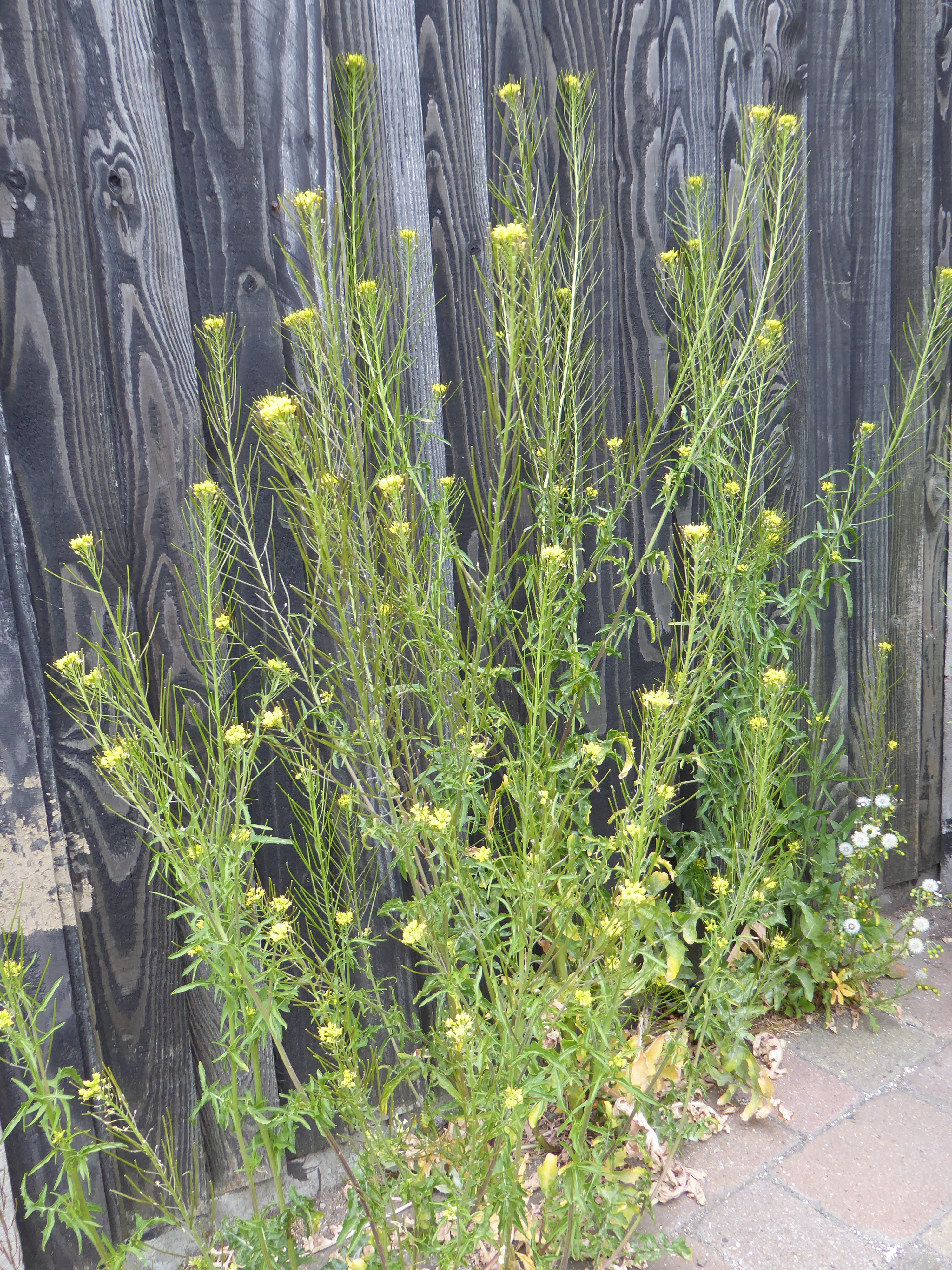
Matallums

Matallums, bufallums, apagallums o ravenissa (Sisymbrium irio) és una espècie de planta de la família de les brassicàcies.

## Distribució i hàbitat
És una planta Mediterrània, originària d'Europa meridional i Àfrica del Nord. Actualment s'ha estès per tot el món. Es considera una planta adventícia.
El matallums és una espècie d'ambients ruderals i arvenses, molt comuna en terrenys pertorbats, com erms urbans, vores de camins i runes. Creix també sovint sota els murs, a la vora de les cases i entre les deixalles i escombraries.

## Nom vernacle
El nom col·loquial d'aquesta planta es deu al fet que la corona de la tija té una forma vagament cònica i en la imaginació popular hom deia que es semblava a un "matallums" o "bufallums". Aquest és un instrument que antigament es feia servir per apagar els ciris i els cresols.

## Descripció

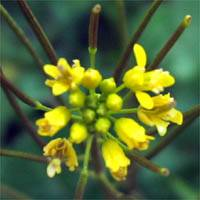
Matallums o bufallums: Detall de les flors mostrant els fruits immadurs al rere.

És una planta herbàcia anual o biennal i teròfita. La mata té les tiges dretes i llises i fa uns 90 cm d'alçada. Les fulles són tendres i molt retallades. Floreix gairebé tot l'any, especialment a l'hivern i a la primavera.
Les flors del matallums són groc pàl·lid i petites i el raïm a la corona de la tija creix a mesura que van madurant les flors. El fruits són llargs, prims, drets i en siliqua. Els fruits immadurs sobrepassen les flors que tenen just a sobre.
El matallums pot coexistir amb altres espècies de Sisymbrium i sovint es troba entre elles. Tot i que es podria confondre amb aquestes, la característica de l'extrema llargària dels fruits fa que hom pugui distingir aquesta herba fàcilment.

## Usos
Aquesta planta s'utilitzava a la medicina tradicional casolana com a antiescorbútic.
El matallums atrau a un gran nombre de dípters depredadors i parasitoides (planta insectari), a l'hivern a camaèmids i a la primavera empípids. Per això, seria interessant tindre-la en horts i camps de cultiu.

## Espècies similars
- Sisymbrium officinale - Herba dels cantors, herba de Sant Albert, erisimó, llúcia o te de canonge; herba emprada a la medicina tradicional per l'afonia.